# Meridià 140 a l'est
El meridià 140 a l'est de Greenwich és una línia de longitud que s'estén des del pol Nord travessant l'oceà Àrtic, Àsia, l'oceà Índic, l'oceà Antàrtic, Austràlia i l'Antàrtida fins al pol Sud.
El meridià 140 a l'est forma un cercle màxim amb el meridià 40 a l'oest. Com tots els altres meridians, la seva longitud correspon a una semicircumferència terrestre, uns 20.003,932 km. Al nivell de l'Equador, és a una distància del meridià de Greenwich de 15.585 km.

## De Pol a Pol
Començant en el pol Nord i dirigint-se cap al pol Sud, aquest meridià travessa:
| Coordenades                               | País, territori o mar | Notes |
| ----------------------------------------- | --------------------- | --- |
| 90° 0′ N, 140° 0′ E / 90.000°N,140.000°E  | Oceà Àrtic            | |
| 75° 57′ N, 140° 0′ E / 75.950°N,140.000°E | Rússia                | Sakhà — Illa Kotelni, illes de Nova Sibèria |
| 74° 54′ N, 140° 0′ E / 74.900°N,140.000°E | Mar de Làptev         | |
| 73° 26′ N, 140° 0′ E / 73.433°N,140.000°E | Rússia                | Sakhà — Illa Gran Liakhovski, illes de Nova Sibèria |
| 73° 20′ N, 140° 0′ E / 73.333°N,140.000°E | Mar de Làptev         | |
| 72° 29′ N, 140° 0′ E / 72.483°N,140.000°E | Rússia                | Sakhà Krai de Khabàrovsk — des de 61° 58′ N, 140° 0′ E / 61.967°N,140.000°E |
| 57° 42′ N, 140° 0′ E / 57.700°N,140.000°E | Mar d'Okhotsk         | |
| 54° 6′ N, 140° 0′ E / 54.100°N,140.000°E  | Rússia                | Krai de Khabàrovsk |
| 48° 20′ N, 140° 0′ E / 48.333°N,140.000°E | Mar del Japó          | |
| 42° 41′ N, 140° 0′ E / 42.683°N,140.000°E | Japó                  | Illa de Hokkaidō — Prefectura de Hokkaidō |
| 42° 7′ N, 140° 0′ E / 42.117°N,140.000°E  | Mar del Japó          | |
| 41° 38′ N, 140° 0′ E / 41.633°N,140.000°E | Japó                  | Illa de Hokkaidō — Prefectura de Hokkaidō |
| 41° 32′ N, 140° 0′ E / 41.533°N,140.000°E | Mar del Japó          | |
| 40° 44′ N, 140° 0′ E / 40.733°N,140.000°E | Japó                  | Illa de Honshū — Prefectura d'Aomori — Prefectura d'Akita — des de 40° 25′ N, 140° 0′ E / 40.417°N,140.000°E |
| 39° 51′ N, 140° 0′ E / 39.850°N,140.000°E | Mar del Japó          | |
| 39° 20′ N, 140° 0′ E / 39.333°N,140.000°E | Japó                  | Illa de Honshū — Prefectura d'Akita — Prefectura de Yamagata — des de 39° 6′ N, 140° 0′ E / 39.100°N,140.000°E — Prefectura de Fukushima — des de 37° 45′ N, 140° 0′ E / 37.750°N,140.000°E — Prefectura de Tochigi — des de 37° 8′ N, 140° 0′ E / 37.133°N,140.000°E — Prefectura d'Ibaraki — des de 36° 22′ N, 140° 0′ E / 36.367°N,140.000°E — Prefectura de Chiba — des de 35° 54′ N, 140° 0′ E / 35.900°N,140.000°E |
| 35° 39′ N, 140° 0′ E / 35.650°N,140.000°E | Badia de Tòquio       | |
| 35° 28′ N, 140° 0′ E / 35.467°N,140.000°E | Japó                  | Illa de Honshū — Prefectura de Chiba (Península de Bōsō) |
| 35° 1′ N, 140° 0′ E / 35.017°N,140.000°E  | Oceà Pacífic          | Passa a l'est de l'illa de Hachijōjima, Tòquio, Japó (a 33° 5′ N, 139° 52′ E / 33.083°N,139.867°E) · Passa a l'est de l'illa d'Aogashima, Prefectura de Tòquio, Japó (a 32° 27′ N, 139° 47′ E / 32.450°N,139.783°E) · Passa a través de les roques Bayonnaise, Prefectura de Tòquio, Japó (a 31° 55′ N, 139° 0′ E / 31.917°N,139.000°E) · Passa a l'oest de Sumisujima, Prefectura de Tòquio, Japó (a 31° 26′ N, 140° 2′ E / 31.433°N,140.033°E) · Passa a l'oest de Tori Shima, Prefectura de Tòquio, Japó (at 30° 29′ N, 140° 18′ E / 30.483°N,140.300°E) · Passa a l'est d'Ulithi, Micronèsia (a 9° 55′ N, 139° 34′ E / 9.917°N,139.567°E) |
| 2° 21′ S, 140° 0′ E / 2.350°S,140.000°E   | Indonèsia             | Illa de Nova Guinea |
| 8° 14′ S, 140° 0′ E / 8.233°S,140.000°E   | Mar d'Arafura         | |
| 11° 22′ S, 140° 0′ E / 11.367°S,140.000°E | Golf de Carpentària   | |
| 17° 43′ S, 140° 0′ E / 17.717°S,140.000°E | Austràlia             | Queensland Austràlia Meridional — des de 26° 0′ N, 140° 0′ E / 26.000°N,140.000°E |
| 37° 29′ S, 140° 0′ E / 37.483°S,140.000°E | Oceà Índic            | Les autoritats Austràlianes consideren això com a part de l'oceà Antàrtic[3][4] |
| 60° 0′ S, 140° 0′ E / 60.000°S,140.000°E  | Oceà Antàrtic         | |
| 66° 42′ S, 140° 0′ E / 66.700°S,140.000°E | Antàrtida             | Terra Adèlia, reclamat per França |